# راه دموکراتیک (مراکش)
راه دموکراتیک (عربی: النهج الديمقراطي)؛ (فرانسوی: La Voie Democratique) یک حزب سیاسی قانونی مارکسیستی در مراکش است.
این حزب در سال ۱۹۹۵ بنیانگذاری شد و دبیرکل آن عبدالله الحریف است.
راه دموکراتیک تمام انتخاباتی را که از زمان تأسیس خود برگزار شده، تحریم کرده‌است زیرا آنها را آزاد نمی‌دانند و آنها را «پرده دود دموکراتیک» برای رژیم سلطنتی مراکش می‌دانند.

## تاریخچه
از سال ۲۰۰۴، زمانی که این حزب توسط دولت مراکش قانونی شد، دبیرکل آن مصطفی برهما است که جانشین عبدالله الحریف شده‌است. از ژوئیه ۲۰۱۲ حزب حدود ۵۰ بخش محلی در مراکش و همچنین شعبه‌های اروپایی برای مهاجران مراکشی در اسپانیا، فرانسه، ایتالیا و بلژیک ایجاد کرده‌است.